# Kulen Vakuf
Kulen Vakuf är en ort i Bosnien och Hercegovina.   Den ligger i entiteten Federationen Bosnien och Hercegovina, i den västra delen av landet, 200 km väster om huvudstaden Sarajevo. Kulen Vakuf ligger 302 meter över havet och antalet invånare är 487.
Terrängen runt Kulen Vakuf är huvudsakligen kuperad. Kulen Vakuf ligger nere i en dal.Runt Kulen Vakuf är det ganska tätbefolkat, med 93 invånare per kvadratkilometer.. Närmaste större samhälle är Orašac, 7,8 km norr om Kulen Vakuf. 
I omgivningarna runt Kulen Vakuf växer i huvudsak lövfällande lövskog.